# Incunabula Short Title Catalogue

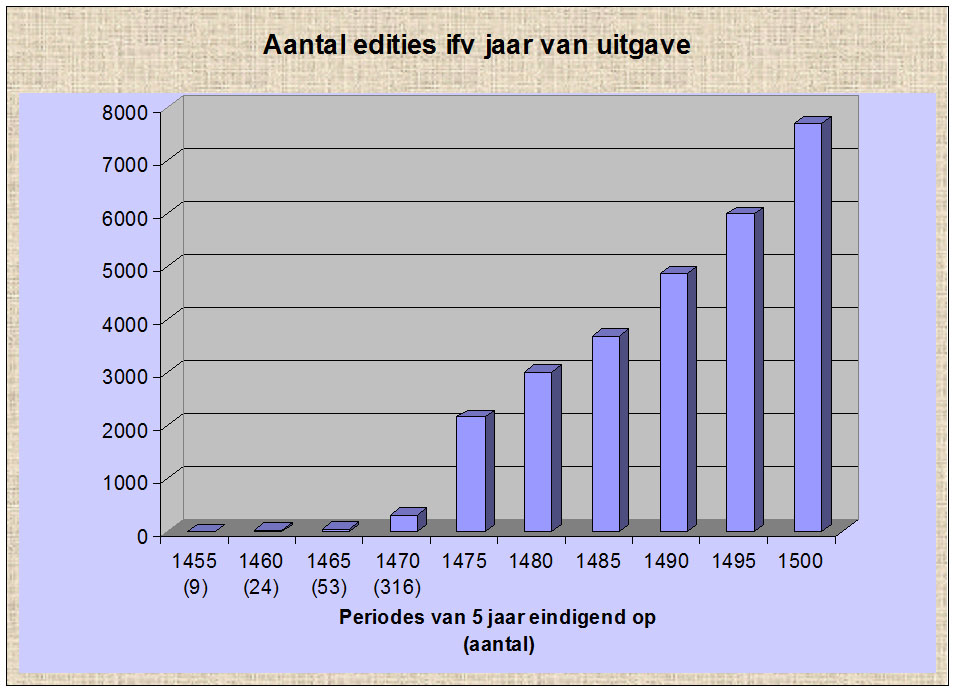
Verdeling van de edities van incunabelen in functie van het jaar van uitgave. Gegevens gebaseerd op de ISTC 10 februari 2012

De Incunabula Short Title Catalogue (ISTC) is een elektronische bibliografische databank met een gestandaardiseerde catalogus van alle bekende incunabelen. Van elke editie van een werk worden gestandaardiseerde bibliografische gegevens in de database opgenomen met een korte opgave van de locatie en het aantal overgebleven exemplaren. De catalogus werd opgezet en wordt bijgehouden door de British Library. Op 8 januari 2008 bevatte de catalogus 29.777 edities, maar in het begin zijn er ook een aantal werken uit de 16e eeuw in de catalogus opgenomen, die dus niet echt als incunabelen kunnen beschouwd worden.
Belangrijke bibliotheken die aan het project meewerken zijn, naast de British Library, de Bayerische Staatsbibliothek (BSB, München), de Biblioteca Nazionale Centrale (Rome), de Bibliographical Society of America, de Koninklijke Bibliotheek in Den Haag en de Koninklijke Bibliotheek van België (Brussel).

## Geschiedenis

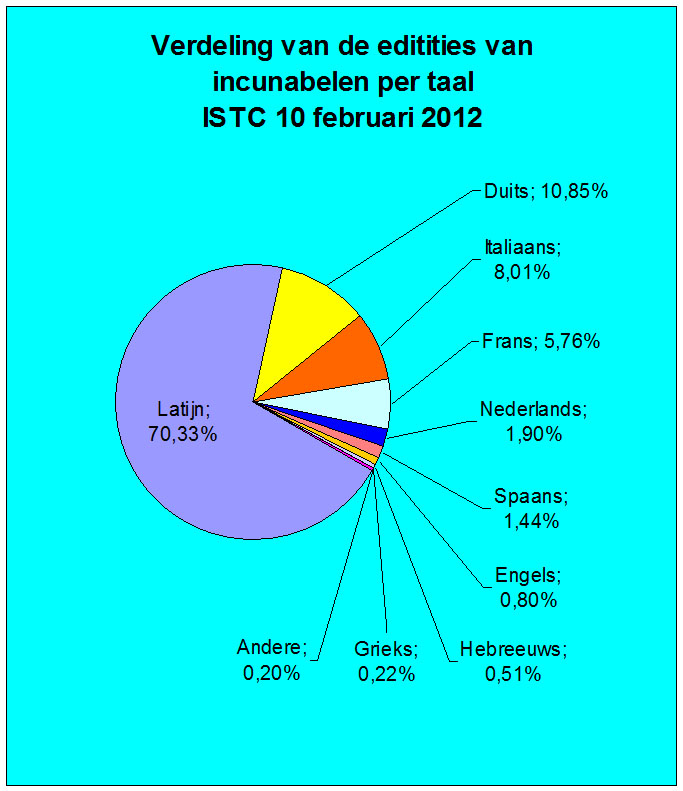
Edities van incunabelen per taal. Gegevens van het ISTC British Library 10 februari 2012

De ISTC werd ontwikkeld door de in Nederland geboren Lotte Hellinga (1932), een bekend expert in incunabelen van de British Library. Zij startte met de invoering van de catalogus van Frederick R. Goff in de ISTC. De structuur die Goff gebruikt had om de informatie over elke editie van een incunabel te noteren leende zich zeer goed tot het opzetten van een databank en werd daarvoor dan ook grotendeels behouden.
De catalogus van Goff vormde de basis van de databank met 12.900 ingeschreven werken. De databank werd vervolgens aangevuld met de informatie van alle incunabelen in de British Library, vervolgens werden de Italiaanse Indice generale degli incunaboli delle biblioteche d'Italia (IGI) toegevoegd, de Nederlandse Incunabula in Dutch libraries (IDL) en de Belgische Catalogue des livres imprimés au quinzième siècle des bibliothèques de Belgique. De meeste nieuwe gegevens zijn afkomstig van de Inkunabelkatalog der Bayerischen Staatsbibliothek waar de ISTC catalogus als basis voor de catalogisering van de incunabelen wordt gebruikt. De opname van andere catalogi, onder meer uit Frankrijk en Duitsland, is volop aan de gang. De editoren van de database schatten dat ze uiteindelijk op ongeveer 28.000 edities moeten eindigen en dat er 27.460 daarvan vandaag in de databank zijn opgenomen. Het aantal bekende exemplaren kan natuurlijk nog sterk wijzigen naarmate nieuwe catalogi worden opgenomen.

## Structuur
ISTC-inschrijvingen hebben grotendeels de structuur bewaard die door Goff werd ingevoerd. Elke beschrijving in de databank komt overeen met één editie van een werk. In de beschrijving wordt informatie opgeslagen zoals de auteur, de titel, naam van de drukker-uitgever, plaats van het drukken, datum van de uitgave, taal en formaat. Bij het coderen van nieuwe inschrijvingen worden standaards aangehouden. Zo zal bijvoorbeeld de naam van de auteur altijd in de Latijnse vorm worden gebruikt als die beschikbaar is. Voor de plaatsnamen waar de boeken gedrukt werden, wordt de moderne Engelstalige naam gebruikt. Boeken uit Venetië moeten dus gezocht worden onder 'Venice'. Voor de naam van de plaats waar het boek actueel bewaard wordt, gebruikt men de plaatselijke naam: een boek kan gedrukt zijn in Antwerp en bewaard worden in Antwerpen. De datum wordt altijd in de vorm dag-maand-jaar gegeven, ook als in het boek zelf de Romeinse vorm met iden en kalendae wordt gebruikt, of als bij verwijzing naar kerkelijke feesten. De maand is de afkorting (3 letters) van de maand in het Engels behalve voor "June", "July" en "Sept". Voor steden (zoals Venetië) waar Nieuwjaar niet op 1 januari viel, wordt het jaartal van het begin van het jaar genomen of genoteerd als 1467/1468.
De ISTC-index is minder uitvoerig dan andere bekende catalogi van incunabelen zoals de Gesamtkatalog der Wiegendrucke van de Staatsbibliothek zu Berlin, maar wel overzichtelijker en praktisch in het gebruik, zeker nu er een website van bestaat. De ISTC verwijst naar meer gedetailleerde catalogi die (soms ook online) beschikbaar zijn voor het gevonden werk. De toepassing maakt het voor onderzoekers ook mogelijk om studies over manuscripten te ondersteunen via datamining uit deze databank.

## Toegankelijkheid
De British Library heeft de ISTC uitgegeven op cd-rom. Dit wordt de Illustrated Incunabula Short Title Catalogue (IISTC) genoemd, hij werd gepubliceerd in 1998. De cd-rom toont illustraties van belangrijke bladzijden uit de gecatalogiseerde edities. Voor moderne onderzoekers is echter vooral de website van belang, die in voorkomende gevallen verwijst naar de compleet gedigitaliseerde incunabelen van de BSB in München.